# Ghostin
"Ghostin" (estilizado como "ghostin") é uma canção da cantora estadunidense Ariana Grande, contida em seu quinto álbum de estúdio Thank U, Next (2019). Foi composta pela própria em conjunto com Victoria Monét, Tayla Parx, Max Martin, Savan Kotecha e Ilya Salmanzadeh, sendo produzida por Martin e Ilya. Sua gravação ocorreu no Jungle City Studios, em Nova Iorque. 
Musicalmente, "Ghostin" é uma balada de andamento calmo, derivada do dream pop e soul, com elementos de trip hop. Na letra, a cantora fala sobre sentir saudades de uma pessoa muito especial, e que ela sabe que essa pessoa estará em seu lado. Muitos relacionam a letra com o ex-namorado da cantora, o rapper Mac Miller, que faleceu em decorrência de overdose em setembro de 2018.

## Faixas e formatos
| Download digital e streaming |           |         |  |
| N.º                          | Título    | Duração |  |
| 1.                           | "Ghostin" | 4:31    |  |

## Desempenho nas tabelas musicais

### Posições
| Tabela musical (2019)                       | Melhor posição |
| ------------------------------------------- | -------------- |
| Canadá (Canadian Hot 100)                   | 27             |
| Chéquia (IFPI Česká Republika)              | 53             |
| França (SNEP)                               | 151            |
| Hungria (Magyar Hanglemezkiadók Szövetsége) | 34             |
| Países Baixos (Single Top 100)              | 58             |
| Portugal (AFP)                              | 36             |
| Escócia (Official Charts Company)           | 45             |
| Eslováquia (Singles Digitál Top 100)        | 37             |
| Suécia (Sverigetopplistan)                  | 68             |
| Estados Unidos (Billboard Hot 100)          | 25             |

## Créditos
Todo o processo de elaboração de "Ghostin" atribui os seguintes créditos:
Gravação
- Gravada em 2018 nos Jungle City Studios (Nova Iorque)
- Mixada nos MixStar Studios (Virginia Beach, Virgínia)
- Masterizada nos Sterling Sound (Nova Iorque)

Produção
| - Ariana Grande: composição, vocalista principal - Victoria Monét: composição, vocalista de apoio - Tayla Parx: composição - Max Martin: composição, produção, programação, baixo, guitarra, teclado - Savan Kotecha: composição - Ilya Salmanzadeh: composição, produção, programação, baixo, guitarra, teclado | - Brendan Morawski: engenharia - Sam Holland: engenharia - Sean Kline: assistência de engenharia - Cory Bice: assistência de engenharia - Jeremy Lertola: assistência de engenharia - Serban Ghenea: mixagem - John Hanes: assistência de mixagem - David Bukovinszky: violoncelo - Mattias Bylund: cordas - Mattias Johansson: violino |